# 대한민국 철도청 6100호대 디젤 기관차
6100호대 디젤 기관차는 철도청에서 운용하던 디젤 전기 기관차이다. 도입 당시에는 6300호대의 차번을 사용하였으나, 차량의 노후화로 엔진을 교체하면서 개번되었다. 현재는 모두 퇴역하였다.

## 특징
형식명은 SDP28으로, SD28에 보조발전기를 장착한 형태인데, 이는 전세계적으로 대한민국에만 존재하는 차종이다. 보조발전기 외에는 미국에서 운행하는 SD28형과 다른 점이 없다.
미국은 디젤 기관차가 전철화 구간에서 운행하는 경우가 거의 없어서 차량이 전차선과 접촉할 우려가 적고, 장대한 화물 열차를 견인하는 경우가 많아 차량을 크게 만드는데, 그러한 특성 탓에 차량의 전고가 4680mm나 된다. 차량의 높이가 너무 높아 전차선에 접촉할 우려가 있어서, 철도 안전법상 중앙선이나 태백선에 운행하지 못하도록 조치가 취해지기도 했다.

## 현황
총 6량이 도입되었으며, 모든 차량이 퇴역하였다.
| 차호   | 시리얼 | 도입 시기       | 운행 중단 시기 | 비고 |
| ------ | ------ | --------------- | -------------- | --- |
| 6101호 | 31408  | 1966년 6월 24일 | 1998년         | 도입 당시 차번은 6301호. 부산철도차량정비단에서 보존을 목적으로 유치 중이었으나, 계획이 백지화되어 2009년 고철 매각되었다. |
| 6102호 | 31409  | 1966년 6월 24일 | 1996년         | 도입 당시 차번은 6302호.                                                                                                   |
| 6103호 | 31410  | 1966년 6월 24일 | 1996년         | 도입 당시 차번은 6303호.                                                                                                   |
| 6104호 | 31411  | 1966년 6월 24일 | 1996년         | 도입 당시 차번은 6304호.                                                                                                   |
| 6105호 | 31412  | 1966년 6월 24일 | 1995년         | 도입 당시 차번은 6305호.                                                                                                   |
| 6106호 | 31413  | 1966년 6월 24일 | 1998년         | 도입 당시 차번은 6306호. 경부고속철도 건설을 위해 한국고속철도건설공단에서 인수하였다가 2008년 고철 매각되었다.            |

## 같이 보기
- EMD SD28